# Ishmael Beah
Œuvres principales
Le Chemin parcouru. Mémoires d'un enfant soldat
Ishmael Beah, né le 23 novembre 1980 à Mogbwemo, Bonthe District au Sierra Leone, est un écrivain sierra-léonais, qui a été enfant soldat avant de partir vivre aux États-Unis en 1998. Il termine ses études secondaires à la United Nations International School de New York. En 2004, il obtient son diplôme à l'Oberlin College. Il fait aujourd'hui partie du Human Rights Watch Children's Rights Division Advisory Comitee et se bat pour les enfants victimes de la guerre. Il vit  à New York.

## Biographie
Ishmael Beah a vécu son enfance dans le village de Mogbwemo au sud de la Sierra Leone. Il aimait le hip-hop et le football. A l'âge de 13 ans, il a été enlevé par un groupe armé lors de la guerre civile. Pendant trois ans, il devient un enfant-soldat, avant d'intégrer à Freetown un programme de l'Unicef via un centre de transit et d’orientation,. Il y passe huit mois, à essayer de se reconstruire.

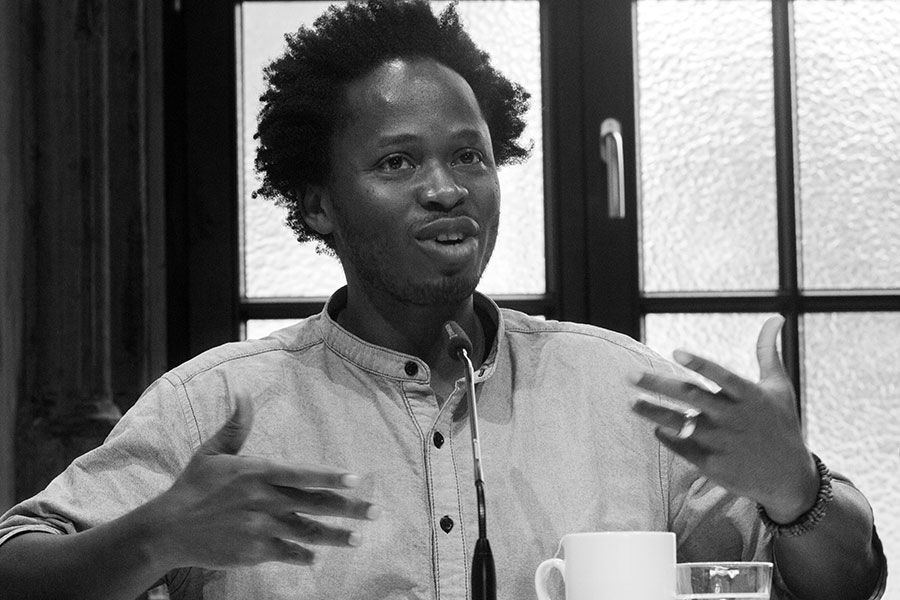
Ishmael Beah à Cologne (Allemagne) le 28 juin 2016.

En 2007, il publie un essai autobiographique Le Chemin parcouru. Mémoires d'un enfant soldat, qui se vend à au moins 700.000 exemplaires dans le monde, dont 500.000 aux Etats-Unis.
Dans le cadre de sa fonction honorifique d'ambassadeur de bonne volonté pour l'Unicef, Ishmael Beah se rend à Port Soudan en décembre 2024. Dans ce pays meurtri par une guerre civile depuis avril 2023, il a exhorté la communauté internationale à agir pour les enfants soudanais.

## Œuvres traduites en français
- Le Chemin parcouru. Mémoires d'un enfant soldat [« A Long Way Gone: Memoirs of a Boy Soldier »], trad. de Jacques Martinache, Paris, Presses de la Cité, 2007, 268 p.  (ISBN 978-2-258-07447-7)[5]
- Demain, le soleil [« Radiance of Tomorrow »], trad. d’Alice Delarbree, Paris, Presses de la Cité, 2015, 284 p.  (ISBN 978-2-258-11336-7)[6],[7]